# Encomium Emmae Reginae

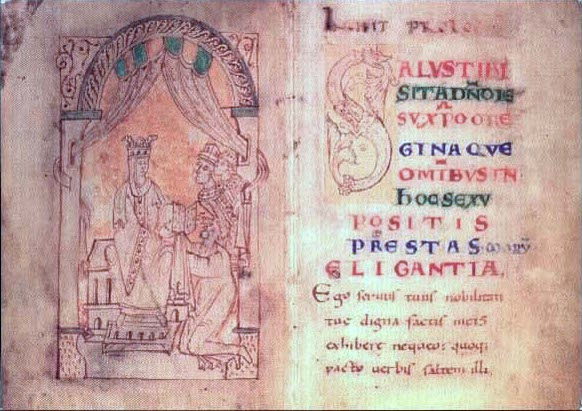
Encomium Emmae Reginae

Das Encomium Emmae Reginae, auch Emmas Lobrede genannt, ist ein Text aus der ersten Hälfte des 11. Jahrhunderts. Er entstand im Auftrag von Emma von der Normandie durch einen Mönch der Abtei Saint-Bertin in Saint-Omer. Das Encomium Emmae Reginae ist die älteste bekannte Geschichte Dänemarks.

## Überlieferungslage
Die erhaltene Handschrift BL Add MS 33241 weist nur eine Abbildung auf. Diese zeigt Emma, wie sie die Schrift eines Mönchs entgegennimmt. Zu ihrer linken Seite sind ihre beiden Söhne zu sehen: Hardiknut, der Sohn aus der zweiten Ehe mit Knut dem Großen, und der spätere englische König Eduard der Bekenner aus der Ehe mit Æthelred. Die Handschrift befindet sich heute in der British Library.
Bis 2008 ging man davon aus, dass nur ein Manuskript aus der Zeit des 11. Jahrhunderts bis heute überliefert ist. Dieses Manuskript gilt als entweder die Schrift, die Königin Emma übersendet wurde, oder doch zumindest als eine getreue Kopie dieses Manuskripts. Ein Blatt ging in moderner Zeit verloren, der Text ist aber durch Abschriften aus dem 16. Jahrhundert bewahrt. Im Jahr 2008 wurde eine weitere Kopie in der Bücherei des Earl von Devon gefunden, enthalten im sogenannten Courtenay-Kompendium, das in der zweiten Hälfte des 14. Jahrhunderts zusammengestellt wurde. Diese Version entstand vermutlich 1043, ist etwas ausführlicher und schildert auch den Aufstieg von Eduard dem Bekenner. Das Courtenay-Kompendium befindet sich seit 2011 im Besitz der Königlichen Bibliothek in Kopenhagen.

## Aufbau
Das Encomium ist in drei Büchern untergliedert:
Das erste Buch behandelt Sven Gabelbarts Eroberung Englands. Das zweite Buch handelt von seinem Sohn Knut, seine Rückeroberung Englands, die Heirat mit Emma und seine Regierungszeit über das Nordseereich. Das dritte Buch behandelt schließlich die Zeit nach Knuts Tod: Emmas Lage während der Regentschaft Harald Hasenfuß’ und die Machtübernahmen ihrer Söhne Hardiknut und Eduard.

## Digitalisat und Editionen
- Die älteste Handschrift ist als Digitalisat einsehbar unter British Library: Add MS 33241.
- Georg Heinrich Pertz (Hrsg.): „Cnutonis regis Gesta sive Encomium Emmae reginae auctore monacho sancti Bertini“, in:  Monumenta Germaniae Historica: Scriptores,  Band 19, Hannover 1866, S. 509–525 (online verfügbar über die dMGH).
- Alistair Campbell (Hrsg.): Encomium Emmae Reginae (Camden Third Series, Band 72), London 1949. Nachdruck mit einer ergänzenden Einleitung von Simon Keynes, Cambridge 1998.

## Belege

### Einzelbelege
1. ↑  Sotheby's auction lot for the newly discovered manuscript. Ehemals im Original (nicht mehr online verfügbar); abgerufen am 28. November 2008 (englisch). (Seite nicht mehr abrufbar. Suche in Webarchiven)
2. ↑  Courtenay-håndskriftet. Abgerufen am 3. März 2019 (dänisch).
3. ↑  Encomium Emmæ. Unique manuscript secured for the Royal Library in Copenhagen. Abgerufen am 3. März 2019 (englisch).
4. ↑  Courtenaykompendiet, England, 1300-tallet. Abgerufen am 3. März 2019 (dänisch, Beschreibung des Courtenay-Kompendiums).